# Long Khi

Vị trí tại Đài Nam

Long Khi (龍崎區 Lóngcí Cyu) là một khu (quận) của thành phố Đài Nam, Trung Hoa Dân Quốc (Đài Loan). Đây là một quận nông thôn, địa hình chủ yếu là đồi núi. Diện tích của Long Khi là 64,0814 km², dân số vào tháng 8 năm 2011 là 4.343 người thuộc 1.593 hộ gia đình, mật độ cư trú đạt 67,7 người/km².